# 逸見站

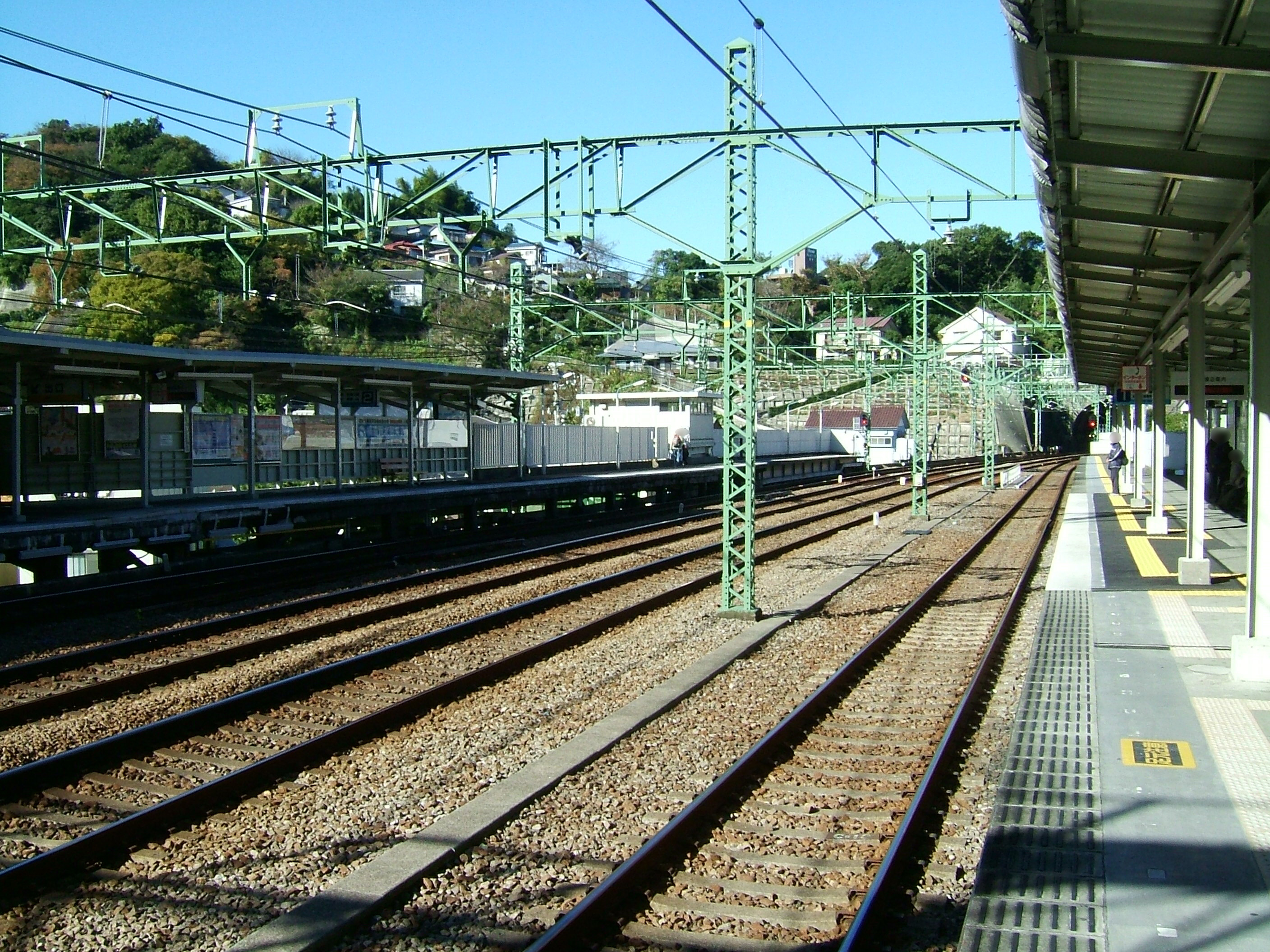
月台（2008年11月）

逸見站（日语：／ Hemi eki */?）位於日本神奈川縣橫須賀市東逸見町二丁目，是屬於京濱急行電鐵本線的鐵路車站。車站編號是KK57。

## 年表
- 1930年（昭和5年）4月1日 - 車站啟用。當時為島式月台1面2線。
- 1941年（昭和16年）11月1日 - 湘南電氣鐵道與京濱電氣鐵道合併，本站成為京濱電氣鐵道車站。
- 1942年（昭和17年）5月1日 - 京濱電氣鐵道與東京橫濱電鐵合併。本站成為東京急行電鐵（大東急）車站。
- 1948年（昭和23年）6月1日 - 京濱急行電鐵成立，本站成為京濱急行電鐵車站。
- 1958年（昭和33年）9月7日 - 新設待避設備[2]，成為側式月台2面4線構造。
- 2013年（平成25年）3月26日 - 上行月台電梯啟用[3]。
- 2014年（平成26年）3月 - 下行月台與剪票口的電梯啟用[4]。

## 車站結構
本站為側式月台2面4線（與南太田站一樣是所謂新幹線型配線）。中央2線為通過線，月台為副本線。月台有效長度為6輛編組。品川側設有橫渡線供緊急情況時使用。
站內軌道為大彎道，通過線上行線限速40km/h、下行線限速65km/h。
月台與剪票口設有電梯。
本站的簡易自動廣播分別由1號線的關根正明、2號線的大原沙耶香配音。

### 月台配置
| 月台 | 路線 | 方向 | 目的地                                     |
| ---- | ---- | ---- | ------------------------------------------ |
| 1    | 本線 | 下行 | 橫須賀中央、京急久里濱、浦賀、三浦海岸方向 |
| 2    | 本線 | 上行 | 橫濱、羽田機場、品川、新橋方向             |

※ 本站通過線、副本線原則上分配如下。
〔通過線〕
 □早晨翼號、□京急翼號、■快特、■特急。
〔副本線〕
 ■普通。

## 使用情況
2016年度1日平均上下車人次為5,287人，京急線全部72個車站當中排行第69位。
近年1日平均上車人次與上下車人次的推移如下表。
| 年度               | 1日平均 上下車人次 | 1日平均 上車人次 | 來源     |
| ------------------ | ------------------ | ---------------- | -------- |
| 1995年（平成07年） |                    | 2,585            | [ * 1 ]  |
| 1998年（平成10年） |                    | 2,480            | [ * 2 ]  |
| 1999年（平成11年） |                    | 2,506            | [ * 3 ]  |
| 2000年（平成12年） |                    | 2,590            | [ * 3 ]  |
| 2001年（平成13年） |                    | 2,739            | [ * 4 ]  |
| 2002年（平成14年） | 5,214              | 2,666            | [ * 5 ]  |
| 2003年（平成15年） | 5,272              | 2,679            | [ * 6 ]  |
| 2004年（平成16年） | 5,228              | 2,660            | [ * 7 ]  |
| 2005年（平成17年） | 5,219              | 2,650            | [ * 8 ]  |
| 2006年（平成18年） | 5,234              | 2,656            | [ * 9 ]  |
| 2007年（平成19年） | 5,307              | 2,691            | [ * 10 ] |
| 2008年（平成20年） | 5,471              | 2,729            | [ * 11 ] |
| 2009年（平成21年） | 5,373              | 2,679            | [ * 12 ] |
| 2010年（平成22年） | 5,288              | 2,636            | [ * 13 ] |
| 2011年（平成23年） | 5,237              | 2,603            | [ * 14 ] |
| 2012年（平成24年） | 5,259              | 2,612            | [ * 15 ] |
| 2013年（平成25年） | 5,263              | 2,619            | [ * 16 ] |
| 2014年（平成26年） | 5,186              | 2,582            | [ * 17 ] |
| 2015年（平成27年） | 5,235              | 2,607            | [ * 18 ] |
| 2016年（平成28年） | 5,287              |                  |          |

## 車站周邊
車站周邊是丘陵地與住宅區。丘陵地緊鄰海岸，民家集中在谷地。海岸側的狹小平地上有113公尺高的高層公寓『Wellcity橫須賀 天空之街』，為當地地標。
- 橫須賀市役所逸見行政中心
- Wellcity横須賀
  - 橫須賀市保健所
  - 橫須賀市生涯學習中心
  - 橫須賀市健康增進中心
- 橫須賀市立逸見小學校（日语：横須賀市立逸見小学校）
- 橫須賀逸見郵便局
- 東日本旅客鐵道（JR東日本）橫須賀線橫須賀站 - 往北400m處。
- 國道16號

### 巴士路線
最近的巴士站是步行5分鐘的汀橋（なぎさばし）。

## 相鄰車站
京濱急行電鐵
 本線
□早晨翼號、□京急翼號、■快特、■特急（金澤文庫站以北為快特）、■特急
通過
■普通
安針塚（KK56）－逸見（KK57）－汐入（KK58）

## 外部連結
- 逸見站（各站資訊） - 京濱急行電鐵